# Раду Міхня
Раду Міхня (рум. Radu Mihnea; 1586, Константинополь, Османська імперія — 13 січня 1626, Молдова) — румунський політичний діяч початку XVII століття. Чотири рази був господарем Волощини (1601—1602, 1611, 1611—1616, 1620—1623; як Раду IX) та двічі — господарем Молдови (1616—1619, 1623—1626; як Раду I).

## Життєпис
Раду Міхня був сином волоського господаря Міхні II Туркітула.
Ранні роки провів Копері, на горі Афон, у Греції та Венеції. Навчався у Константинополі — столиці Османської імперії.
Блискуча Порта підтримала Раду як кандидата на посаду господаря Волощини ще в 1596 році. Його перше правління розпочалося у листопаді 1601 року. Раду Міхня став господарем Волощини у дуже важливий період історії Румунії — одразу після об'єднання Волощини, Молдови та Трансильванії на чолі з Михайлом Хоробрим. У березні 1602 року Раду на посаді волоського господаря замінив Раду Шербан. Після цього Раду Міхня був удруге господарем у квітні — травні 1611 року.

Підпис Раду Міхні

У вересні того ж року почалося його третє правління у Волощині. Воно тривало в умовах окупації князівства турецько-татарським військом на чолі з Омером-пашею, який скинув з престолу Раду Шербана. Він та його прихильники рятувалися втечею і готували заколот. Раду Міхня був попереджений князем Трансильванії Габорем Баторі про це, і незабаром заколотників було викрито та затримано. 17 грудня відбулася їхня страта.
У 1616 році був звільнений з посади господаря Волощини та перейшов правити до Молдови, де був до 1619 року. У серпні 1621 року султан Осман II тимчасово призначив його керувати в Молдові між звільненням Александру VII Ілляша та призначенням Стефана IX Томші. З 1620 по 1623 рік вчетверте був господарем Волощини. У 1623—1626 роках — господар Молдови (вдруге).

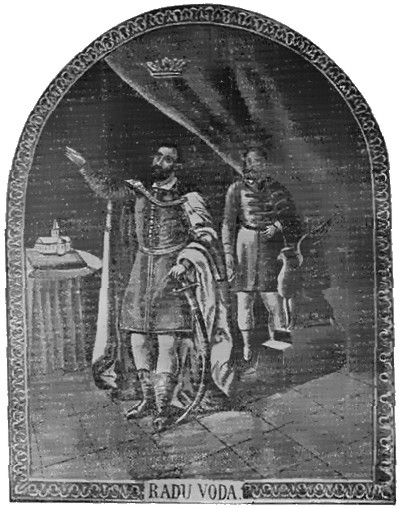
Портрет у монастирі Раду-Воде

Ідея зближення між румунськими князівствами також була підтримана Раду Міхнею, який правив послідовно у Мунтенії та Молдові. У 1623 році Раду, будучи господарем Молдови, домігся для свого сина Александру престолу Волощини. У доповіді від 11 квітня 1625 року посол Венеційської республіки в Стамбулі писав, що надішле листа
|  | ...до згаданого князя Радуло (Раду Міхнеа), який тепер є князем у Молдавії, і його синові у Валахії, який дуже молодий і керований батьком... |

В інших історичних документах Раду Міхня згадується як «Радуло воєвода, князь Валахії та Молдавії».
У внутрішніх справах Раду Міхня проводив політику надмірного оподаткування населення. Як зазначає молдовський літописець та політичний діяч Мирон Костін, це пов'язано з демонстрацією розкоші при дворі господаря.

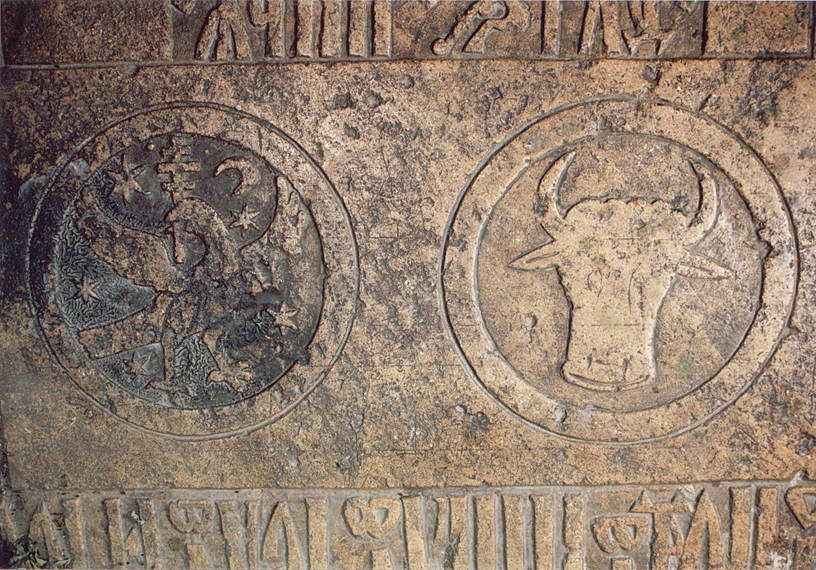
Надгробок Раду Міхні із зображенням гербів Волощини та Молдови

Раду Міхня помер 13 січня 1626 року. Похований у заснованому ним у 1615 році монастирі Раду-Воде в Бухаресті. На його надгробку символічно зображені гебри і Волощини, і Молдови.